# Terseanka, Vilneansk
Terseanka (în ucraineană Терсянка) este un sat în comuna Prîvilne din raionul Vilneansk, regiunea Zaporijjea, Ucraina.

## Demografie
Componența lingvistică a localității Terseanka
     Ucraineană (91,84%)
     Rusă (8,16%)
Conform recensământului din 2001, majoritatea populației localității Terseanka era vorbitoare de ucraineană (91,84%), existând în minoritate și vorbitori de rusă (8,16%).